# Лалетина, Екатерина Григорьевна
Екатери́на Григо́рьевна Лале́тина (9 декабря 1906, д. Лыстан, Вятский уезд, Вятская губерния, Российская империя — 17 апреля 1981, СССР) — бригадир колхоза «Красный Октябрь» (Вожгальский район, Кировская область), Герой Социалистического Труда (1948).

## Биография
Родилась 9 декабря 1906 года в деревне Лыстан Вятского уезда Вятской губернии (ныне Кумёнского района Кировской области), в крестьянской семье. По национальности русская.
Окончила 2 класса сельской школы в селе Вожгалы. В 1928 году вступила в местный колхоз «Красный Октябрь», работала свинаркой, позже поваром и заведующей столовой, затем перешла в полеводческую бригаду, после возглавляла колхозное звено по выращиванию овощей и картофеля. В 1939 году стала бригадиром полеводов, в 1940 году участвовала во Всесоюзной сельскохозяйственной выставке (ВСХВ).
Указом Президиума Верховного Совета СССР от 17 марта 1948 года «за получение высоких урожаев пшеницы и ржи в 1947 году» в числе 11 передовиков колхоза «Красный Октябрь» удостоена звания Героя Социалистического Труда с вручением ордена Ленина и золотой медали «Серп и Молот».
За сбор в 1949 году урожая в 500 центнеров картофеля с гектара на участке в 6 гектар награждена вторым орденом Ленина. По итогам работы бригады в 1957 году (был собран рекордный урожай льна по 9 центнеров льносемян с гектара на участке в 40 гектар) награждена третьим орденом Ленина.
Руководимая ей бригада 5 раз участвовала в Выставке достижений народного хозяйства (ВДНХ) СССР. После выхода на заслуженный отдых около четырёх лет заведовала колхозным домом отдыха.
Избиралась депутатом Вожгальского районного Совета депутатов трудящихся. Скончалась 17 апреля 1981 года.
Награждена 3 орденами Ленина (17.03.1948, 05.07.1950, 24.04.1953), медалями, а также медалями ВСХВ и ВДНХ СССР.